# Baroclinia

Ilustração do fenómeno da baroclinia com linhas de densidade igual

Baroclinia é um estado do escoamento de um fluido em que as linhas isóbaras (de igual pressão) e isotermas (igual temperatura) não coincidem. Assim, a temperatura varia sobre superfícies isobáricas e a pressão sobre superfícies isotérmicas.
Na mecânica de fluidos, a baroclinia é uma medida da estratificação do fluido. Uma atmosfera baroclínica é aquela para a qual a densidade depende da temperatura e pressão; contrasta com a atmosfera barotrópica, onde a densidade depende apenas da pressão. Em termos atmosféricos, as zonas barotrópicas da Terra são geralmente encontradas a latitudes centrais (trópicos), enquanto as zonas baroclínicas são, em geral, as regiões de latitudes médias e polares.